# Ziehl-Abegg

Logo precedente

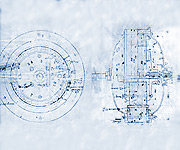
Primo piano di esecuzione di un motore brushless

Ziehl-Abegg SE (denominazione propria ZIEHL-ABEGG SE, fino al 2013 Ziehl-Abegg AG) è un costruttore tedesco di ventilatori per impianti di ventilazione e climatizzazione e di motori di azionamento per ascensori. La sede principale dell'azienda si trova a Künzelsau nel distretto di Hohenlohe.
Fanno parte del gruppo
- Ziehl-Abegg SE, Künzelsau (sede principale)
- Ziehl-Abegg Automotive GmbH & Co. KG, Künzelsau[3]
- tutte le filiali internazionali della SE.

## Storia
Nel 1897 Emil Ziehl inventò il primo motore a rotore esterno. Il 2 gennaio 1910, assieme all'investitore svedese Eduard Abegg, fondò la Ziehl-Abegg Elektrizitäts-Gesellschaft m.b.H. con sede a Weißensee, Industriebahn 12-18. Il comune di Weißensee nel 1920 divenne parte del distretto berlinese di Weißensee. Ziehl riponeva grandi speranze in Abegg, il cui ruolo in azienda consisteva nello sviluppo di impianti eolici. Dopo che il logo aziendale era già stato reso noto, si scoprì tuttavia che il partner svedese non aveva i mezzi finanziari promessi e che il suo brevetto per i motori eolici era inutilizzabile. Abegg uscì quindi dalla società lo stesso anno.
Dopo la disfatta tedesca del 1945, per ordine dell'amministrazione militare sovietica in Germania (SMAD) gli impianti produttivi furono smontati e trasferiti in Unione Sovietica. L'azienda fu ricostruita dai fratelli Günther Ziehl e Heinz Ziehl presso la Künzelsauer Schlossmühle, nella Germania dell’Ovest, a partire dal 1947. Nel 1960 iniziò la produzione di un motore a rotore esterno come azionamento per ventilatori. Il 1973 vide l'inizio dell'internazionalizzazione e nel 2001 seguì la conversione in Società per Azioni da Società a conduzione familiare.
L'azienda ha oggi filiali in Polonia, Cina, Russia, USA, Repubblica Ceca, Svezia, Gran Bretagna, Danimarca, Finlandia, Francia, Italia, Australia, Singapore, Svizzera, Austria, Ucraina, Spagna, Benelux, Sudafrica, Giappone, Turchia, India e Brasile.
I fondatori di varie imprese concorrenti (Gebhardt, ebm-papst, Rosenberg Ventilatoren), prima di creare una loro azienda, hanno lavorato in Ziehl-Abegg. Wilhelm Gebhardt lavorava nel settore Sviluppo di Ziehl-Abegg e Karl Rosenberg nel reparto Commerciale, prima di fondare la sua azienda nel 1981.

## Prodotti
Nel settore della ventilazione industriale l'azienda produce ventilatori assiali e radiali con diametro da 190 a 1400 mm ed i relativi regolatori. Riscaldamento, refrigerazione, camere bianche, zootecnia sono solo alcuni dei settori in cui vengono utilizzati i prodotti Ziehl.
Alla fine degli anni ottanta Ziehl-Abegg è stata la prima azienda al mondo a utilizzare i motore EC nel settore della ventilazione. Negli anni novanta sono state introdotte le pale dei rotori a falce e nel 2006 quelle con profilo bionico per minimizzare l’emissione sonora. Ziehl-Abegg è stata la prima azienda al mondo (2013) a sviluppare un bio-ventilatore realizzato con un polimero a base di olio di ricino.
Nel settore della tecnica di azionamento sono stati sviluppati motori elettrici che azionano ascensori, dispositivi medicali (tomografi computerizzati), veicoli subacquei ed assali per bus elettrici urbani.

## Sedi

### Ziehl-Abegg SE

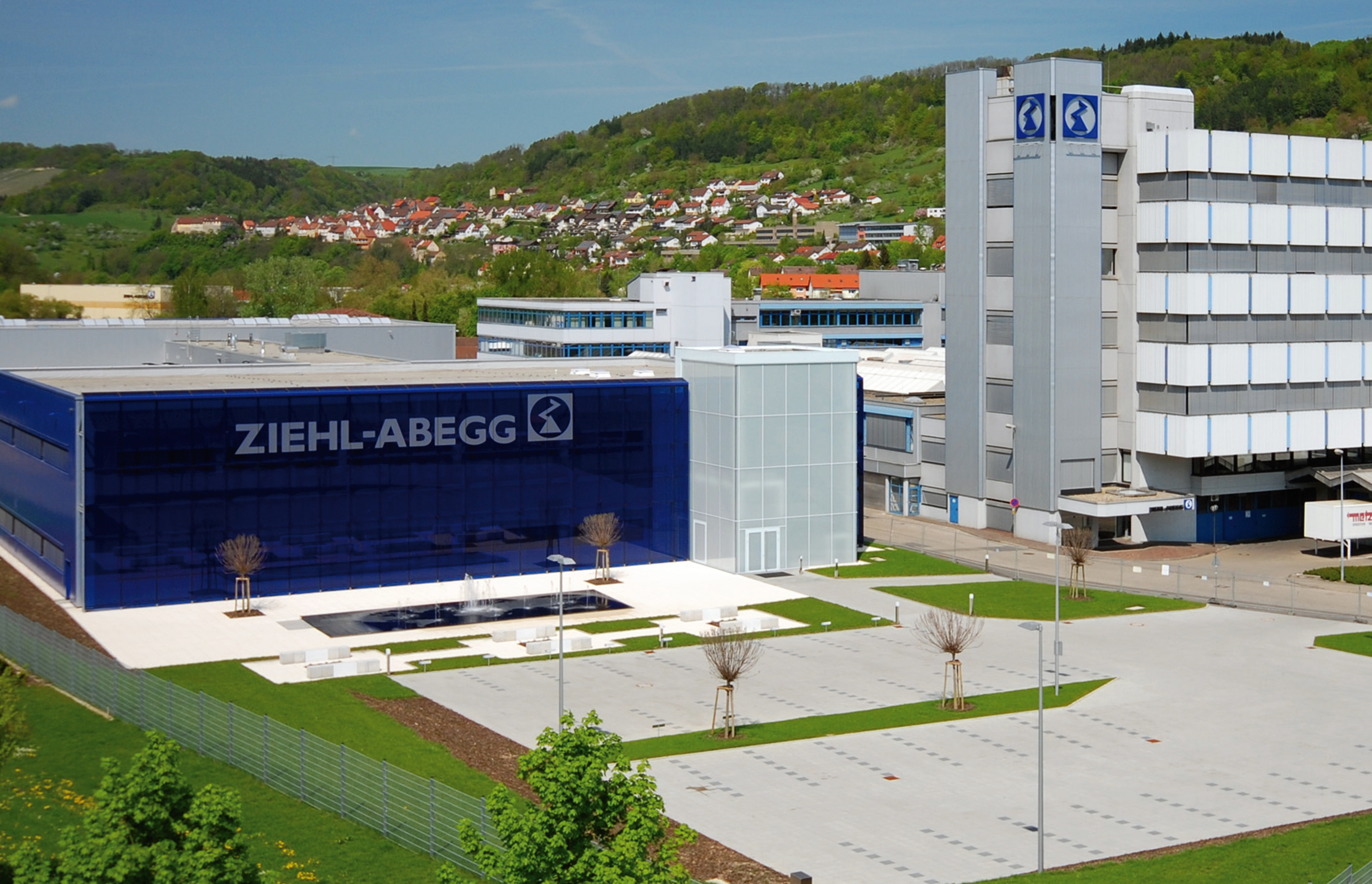
Edificio Ziehl-Abegg in Künzelsau

A Kuenzelsau si trova sia lo stabilimento originario, in Heinz-Ziehl-Straße, sia la succursale in Würzburger Straße. Qui l'azienda gestisce dal 2008 il più grande banco di misurazione e test combinato al mondo, per ventilatori.
Ulteriori sedi si trovano a Schöntal-Bieringen e due stabilimenti a Kupferzell sulla Günther-Ziehl-Straße nella zona industriale di Hohenlohe.

### Ziehl-Abegg France SARL
La produzione di motori elettrici e sistemi ventilanti completi per l'industria della refrigerazione e della ventilazione sorge a Villieu nei pressi di Lione in Francia. Qui lavorano 118 collaboratori su una superficie di 10.000 m².

### Ziehl-Abegg KFT
La ZIEHL-ABEGG Motor- és Ventillátorgyártó Kft a Marcali (Ungheria) è stata fondata da ZIEHL-ABEGG GmbH. & Co. a dicembre 1994 con un capitale sociale di 84.570.000 Forint. Ziehl-Abegg KFT produce apparecchiature per la tecnica di ventilazione, motori elettrici speciali, ventilatori assiali e radiali e relativi accessori per la zootecnia, impianti di climatizzazione e l'industria della refrigerazione. I componenti vengono prodotti in tre stabilimenti, la superficie industriale è complessivamente di 62.000 m².

## Tirocinio e studio
La quota di tirocinanti in Ziehl-Abegg è di circa il 10 percento. Nel 2014 La Camera di Commercio e Industria tedesca ha conferito a Ziehl-Abegg, in qualità di azienda pilota, il marchio "Dualis" per l'eccezionale qualità del suo programma di formazione “Dual education system”. Nell'ambito degli "Human Resource Excellence Awards" a dicembre 2012 Ziehl-Abegg è stata premiata per la sua cultura di accoglienza nei confronti dei lavoratori stranieri. Il modello di successo della formazione “dual” viene proposto anche alle altre filiali di Ziehl-Abegg nel mondo: nel 2013 lo stabilimento ungherese ha avviato un tirocinio (teoria-pratica 80%-20%) simile a quello adottato da Ziehl-Abegg SE in Germania e nel 2016 è stato avviato per la prima volta il “Dual education system”.